# Lucía Baquedano
Lucía Baquedano Azcona (Pamplona, Navarra, 18 de diciembre de 1938) es una escritora española y articulista en medios de comunicación. Su obra literaria ha recibido diversos galardones.

## Biografía
Lucía Baquedano Azcona nació el 18 de diciembre de 1938 en Pamplona, provincia de Navarra, España. Estudió secretariado y trabajó durante 9 años como secretaria, hasta que contrajo matrimonio y se trasladó a Tarragona. De regreso a su Pamplona natal, fue madre de 4 hijos, que ya le han hecho abuela.

## Trayectoria
En 1979 se presentó a la convocatoria de premios literarios de la Fundación Santamaría con la novela Cinco panes de cebada, que fue finalista del premio Gran Angular, lo que la animó a seguir escribiendo. En 1981, esta obra fue publicada por ediciones S.M. y aborda la problemática de una joven maestra a su llegada a un colegio en los Pirineos.
En 1980 obtuvo el segundo premio El Barco de Vapor, de literatura infantil, con La muñeca que tenía 24 pecas y en 1986, el premio Barco de Vapor con el libro Fantasmas de día, incluido en la Lista de Honor del IBBY de 1988 y en el boletín anual de libros recomendados de la Jugendbibliothek (en alemán: Biblioteca de la Juventud) de Múnich. Recibió también el premio de la Feria del Libro de Almería por Me llamo Pipe. En 1993 obtuvo el premio de la Comisión Católica Española para la Infancia por La casa de los diablos, y lo volvió a recibir en 2002, por El pueblo sombrío. Ha escrito 20 libros.
En 2009, alumnos del Colegio Público de Educación Primaria Vázquez de Mella de Pamplona, estrenaron la obra de teatro Fantasmas de día en el conocido teatro de la capital navarra, el teatro Gayarre.
Además de su labor como escritora, escribe artículos periodísticos en medios de comunicación. En Diario de Navarra escribe en el espacio «La ventana» sobre actualidad, cultura y escritura.

## Obras
- 1981, Cinco panes de cebada
- 1987,  Fantasmas de día
- 1988, De la Tierra a Harley
- 1988, Los candelabros de Santa Bárbara
- 1988, Los divertidos líos de la noche
- 1991, Nosotros, los otros y los demás
- 1992, Los bonsáis gigantes
- 1992, La casa de los diablos
- 1994, ¡Pobre Antonieta!
- 1995, Inventando historias
- 1995, Me llamo Pipe
- 1999, La peseta de Birlibirloque
- 2000, Las botas de diez por uno
- 2002, El pueblo sombrío
- 2003, La buhardilla
- 2005, El trébol de esmeraldas
- 2009, El reloj que no decía cucú
- 2011, Un fantasma para Ángela
- 2014, Las aventuras de Tachín
- 2015, Un millón de poesías
- 2016, Las vacaciones de Tachín

## Premios y reconocimientos
- 1979, 3º Premio Gran Angular por su primera obra, Cinco panes de cebada
- 1980, 2º Premio El Barco de Vapor a su cuento La muñeca que tenía 24 pecas
- 1986,1º Premio El Barco de Vapor con su obra Fantasmas de día
- 1988, Lista de Honor del IBBY con Fantasmas de día
- 1988, Boletín Anual de Libros recomendados de la Jugendbibliothek de Múnich con Fantasmas de día
- 1990, Finalista en Premio Internacional Infanta Elena por La casa de los diablos
- 1993, Premio de la Comisión Católica Española para la Infancia (CCEI) por La casa de los diablos
- 1995, Premio Librerío de la Feria del Libro de Almería por su novela Me llamo Pipe
- 2002, Premio de la Comisión Católica Española para la Infancia (CCEI) por El pueblo sombrío.[8]